# Polydesmus kelaarti
Polydesmus kelaarti är en mångfotingart som beskrevs av Jean-Henri Humbert 1865. Polydesmus kelaarti ingår i släktet Polydesmus och familjen plattdubbelfotingar. Inga underarter finns listade i Catalogue of Life.